# Jerzy Tereszczenko-Podbereski
Jerzy Tereszczenko-Podbereski (ur. 13 grudnia?/25 grudnia 1896 w Kijowie, zm. 19 lutego 1969) – kapitan obserwator Wojska Polskiego, kawaler Orderu Virtuti Militari.

## Życiorys
Urodził się w rodzinie Józefa i Marii z Brodowskich. Ukończył gimnazjum w Kijowie. Po wybuchu I wojny światowej został powołany 20 października 1916 roku do służby w armii carskiej. Otrzymał przydział do 20. moździerzowego dywizjonu artyleryjskiego i w jego składzie brał udział w walkach. W czerwcu 1917 roku został skierowany do szkoły lotniczej w Dźwińsku, gdzie przeszedł przeszkolenie w charakterze obserwatora. W grudniu 1917 roku otrzymał przydział do III Korpusu Polskiego w Rosji.
15 lutego 1919 roku wstąpił do odrodzonego Wojska Polskiego. W marcu 1919 roku, jako wyszkolony lotnik, otrzymał przydział do 3 eskadry wywiadowczej i w jej składzie brał udział w wojnie polsko-bolszewickiej.
Od stycznia 1920 roku, startując z Krakowa, wykonywał loty nad obszarem plebiscytowym Śląska Cieszyńskiego, Spisza i Orawy. Pod koniec lutego, w załodze z sierż. szt. pil. Żukowskim, wystartował do lotu na trasie Wieliczka-Nowy Sącz-Piwniczka-Podoliniec-Kieżmark-Stara Wieś-Szczawnica-Nowy Sącz-Kraków. Na trasie lotu polscy lotnicy przeprowadzali rozpoznanie oraz zrzucali ulotki i odezwy plebiscytowe.

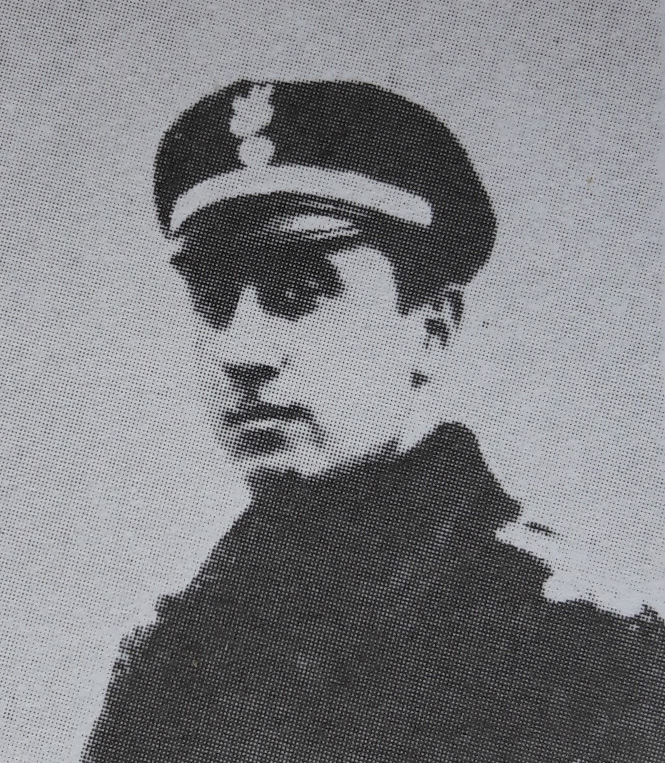
Jerzy Tereszczenko por. pilot-obs. (1920)

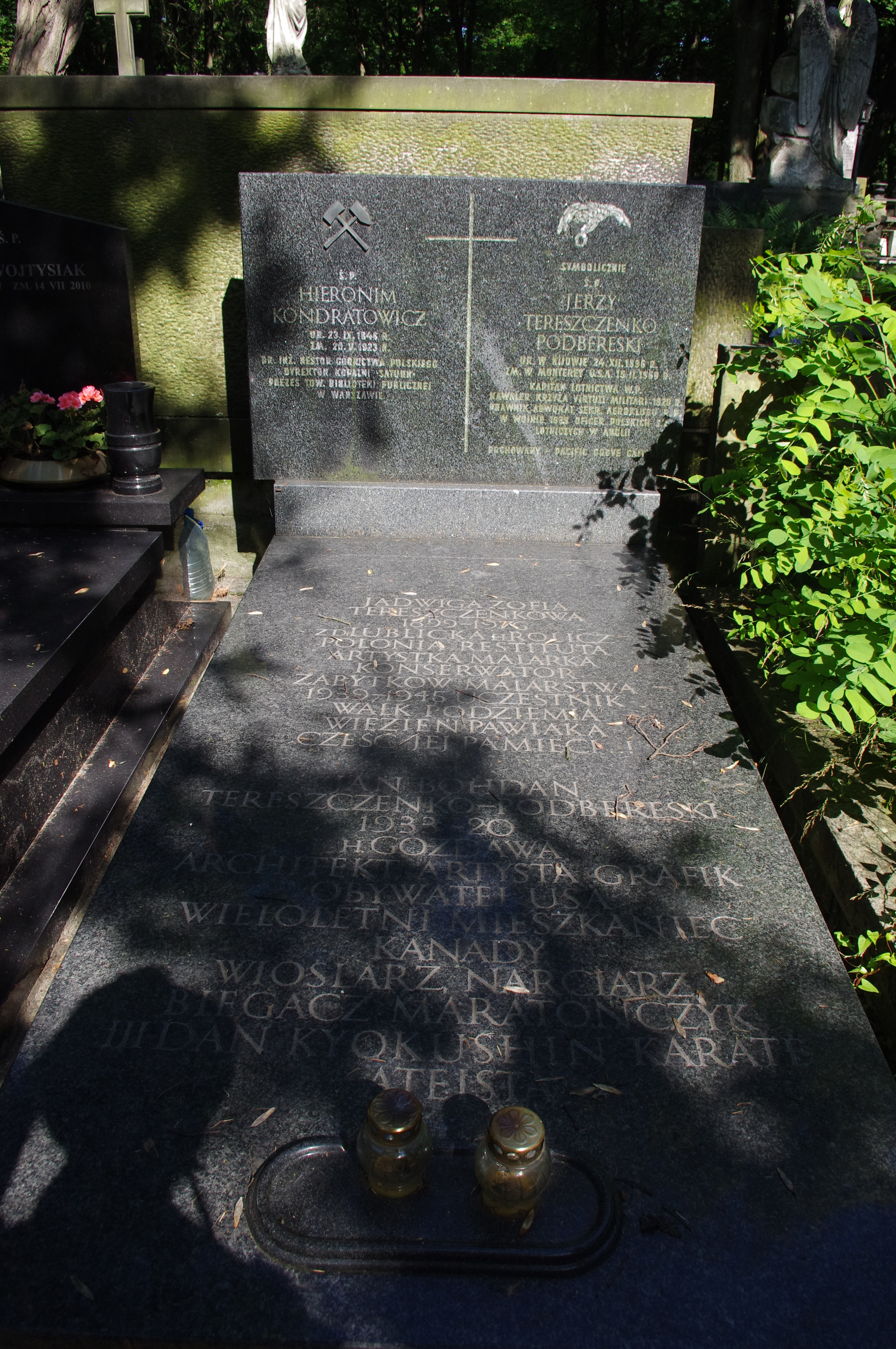
Symboliczny grób Jerzego Tereszczenko-Podbereskiego

Podczas przygotowań do operacji kijowskiej wykonywał loty rozpoznawcze. 15 kwietnia 1920 roku, w załodze z ppor. pil. Stanisławem Sułkowskim, wykonał lot na trasie: Starokonstantynów-Romanów-Krasnopol-Stara Sieniawa-Starokonstantynów.
19 kwietnia, wraz z ppor. pil. Józefem Krzyczkowskim, wszedł w skład grupy złożonej z czterech załóg, które przeprowadziły rozpoznanie i bombardowanie Kijowa. Lot był trudny nawigacyjnie i niebezpieczny, gdyż polskie załogi miały do pokonania 600 kilometrów (z czego większość nad terenem zajętym przez nieprzyjaciela). Zakończył się sukcesem, zniszczono tory kolejowe, uszkodzono obrotnicę przed parowozownią, co doprowadziło do opóźnień w przegrupowaniu wojsk nieprzyjaciela.
26 kwietnia, w załodze z por. pil. Tadeuszem Praussem, rozpoznał pod Koziatynem lotnisko nieprzyjaciela i stwierdził na nim obecność czterech samolotów lotnictwa Armii Czerwonej. Polska załoga nie zdecydował się na ich zniszczenie, zakładając, że samoloty są unieruchomione i wkrótce wpadną w ręce polskich wojsk. Ich nadzieje się nie spełniły, nieprzyjaciel zdołał ewakuować swe samoloty.
9 maja 1920 roku trzykrotnie brał udział w lotach bojowych. Atakował oddziały nieprzyjaciela w Kijowie oraz wspierał polskie oddziały atakujące Darnicę i Brewarew. Podczas ofensywy kijowskiej wykonał łącznie 16 lotów bojowych.
19 maja, ponownie w załodze z Tadeuszem Prausem, brał udział w nieudanym ataku na stację kolejową Dymirki.
Po zakończeniu działań wojennych służył w 1 pułku lotniczym. W 1921 roku podjął studia na Wydziale Prawa Uniwersytetu Warszawskiego, które ukończył w 1925. 23 lipca 1923 roku uległ wypadkowi lotniczemu i był zmuszony z rezygnacji z latania. W sierpniu 1924 r. został przeniesiony w stan spoczynku. Od czerwca 1930 roku pracował jak adwokat w Warszawie.
Po wybuchu II wojny światowej przedostał się do Wielkiej Brytanii, gdzie wstąpił do RAF (otrzymał numer służbowy P-1478). Po zakończeniu wojny nie zdecydował się na powrót do Polski, pozostał na emigracji.
Zmarł dnia 19 lutego 1969 roku, został pochowany na El Carmelo Cemetery w Pacific Grove. Jego symboliczny grób znajduje się na cmentarzu Powązkowskim w Warszawie (kwatera M-4-15).
Od 7 lipca 1926 roku był mężem Jadwigi z Lublickich.

## Ordery i odznaczenia[3][14]
- Krzyż Srebrny Orderu Wojskowego Virtuti Militari nr 2555[15] – 8 kwietnia 1921[16][17]
- Krzyż Walecznych
- Medal Lotniczy (trzykrotnie)[18]
- Medal Niepodległości (20 lipca 1932)[19]
- Medal Pamiątkowy za Wojnę 1918–1921[1]
- Polowa Odznaka Obserwatora nr 61 (11 listopada 1928)[20]